# Padhiver
Padhiver est une ville du nord de la Côte des Epées, au nord-ouest de Féérune, dans le monde imaginaire des Royaumes oubliés. Elle est également le siège des jeux de rôle sur ordinateur Neverwinter Nights et Neverwinter Nights 2 mais aussi le lieu d'intrigue principal du film Donjons et Dragons : L'Honneur des voleurs en 2023.

## Conception et histoire éditoriale

### Création
Padhiver est inventée par le Canadien Ed Greenwood, le créateur de l'univers des Royaumes oubliés. La ville, ainsi que sa région environnante, la Côte des Épées, forment le noyau de ce qui devient par la suite les Royaumes oubliés. Greenwood y situe plusieurs récits de fantasy écrits dans son adolescence. Lorsqu'il découvre le jeu de rôle sur table Donjons et dragons, Greenwood se met à utiliser ce monde comme décor de campagne pour les parties qu'il joue avec ses amis. Il commence à se professionnaliser dans le milieu du jeu de rôle à partir de 1979, lorsqu'il publie des articles dans le magazine de jeux de rôle Dragon ; il y présente des créatures, des personnages et fait allusion à divers lieux des Royaumes.

### Décor pour lesRègles avancées de Donjons et Dragons(Advanced Dungeons & Dragons)
En 1986, TSR, l'éditeur du jeu, cherche à publier un nouveau décor de campagne et contacte Greenwood  pour lui proposer de regrouper, d'étoffer et de publier les Royaumes oubliés. Le premier supplément proposant un décor de campagne situé dans les Royaumes oubliés, Les Royaumes oubliés, décor de campagne (Forgotten Realms Campaign Setting), paraît en 1987, accompagné d'un premier roman dérivé. Leur succès donne naissance à une gamme pléthorique autour des Royaumes oubliés,. La ville de Padhiver reçoit une description un peu plus ample dans le supplément The Savage Frontier en 1988.
Au tournant des années 1990, TSR a un partenariat avec le studio de développement Strategic Simulations, qui développe plusieurs jeux vidéo en exploitant les univers de Donjons et dragons. La ville de Neverwinter présentant l'avantage de ne jamais avoir encore donné lieu à la publication d'un plan officiel dans les suppléments du jeu, TSR recommande au studio de situer un jeu dans cette ville, ce qui laisse davantage de liberté créative aux concepteurs du jeu vidéo. Le jeu, Neverwinter Nights, sort en 1991 et constitue le tout premier jeu de rôle en ligne massivement multijoueur à interface graphique,. Les jeux vidéo contribuent beaucoup à faire connaître les Royaumes oubliés et Donjons et dragons.
La deuxième édition des Règles avancées de Donjons et Dragons publie deux nouvelles versions du décor de campagne des Royaumes oubliés (une version en 1993 et une version résivée en 1996) ainsi qu'un guide des joueurs pour les Royaumes oubliés (Player's Guide to the Forgotten Realms Campaign) en 1991, puis un supplément Volo's Guide to the North (1993). La description de Padhiver s'étoffe au fil de ces ouvrages. La région environnant la ville est détaillée dans la boîte The North: Guide to the Savage Frontier (1996).

### Troisième édition deDonjons et Dragons
La ville de Padhiver est développée bien plus en détail dans les jeux de rôle sur ordinateur Neverwinter Nights en 2002 et sa suite Neverwinter Nights 2 en 2006, où elle forme le décor principal exploré par les personnages.

### Quatrième édition deDonjons et Dragons
Le supplément Neverwinter Campaign Setting, qui paraît en 2011, confère un tout autre niveau de détail à Padhiver puisque la ville a droit à son propre supplément,.

### Cinquième édition deDonjons et Dragons
Padhiver sert à nouveau de décor à un jeu vidéo en 2013 avec Neverwinter développé par Cryptic Studios et édité par Perfect World Entertainment.
Padhiver est l'un des décors de la campagne Tyranny of Dragons en 2014, où sa description est mise à jour après la progression de la chronologie des Royaumes oubliés. Elle fait ensuite l'objet d'une présentation dans le supplément Le Guide de la Côte des Épées en 2015.

## Au cinéma
Padhiver est l'un des lieux principaux du film Donjons et dragons : L'Honneur des voleurs sorti en 2023. Elle est montrée dès les premiers aperçus du film, dont la campagne de publicité met en avant la fidélité de sa représentation par rapport à ce qui est décrit dans le jeu de rôle,.